# Kretz

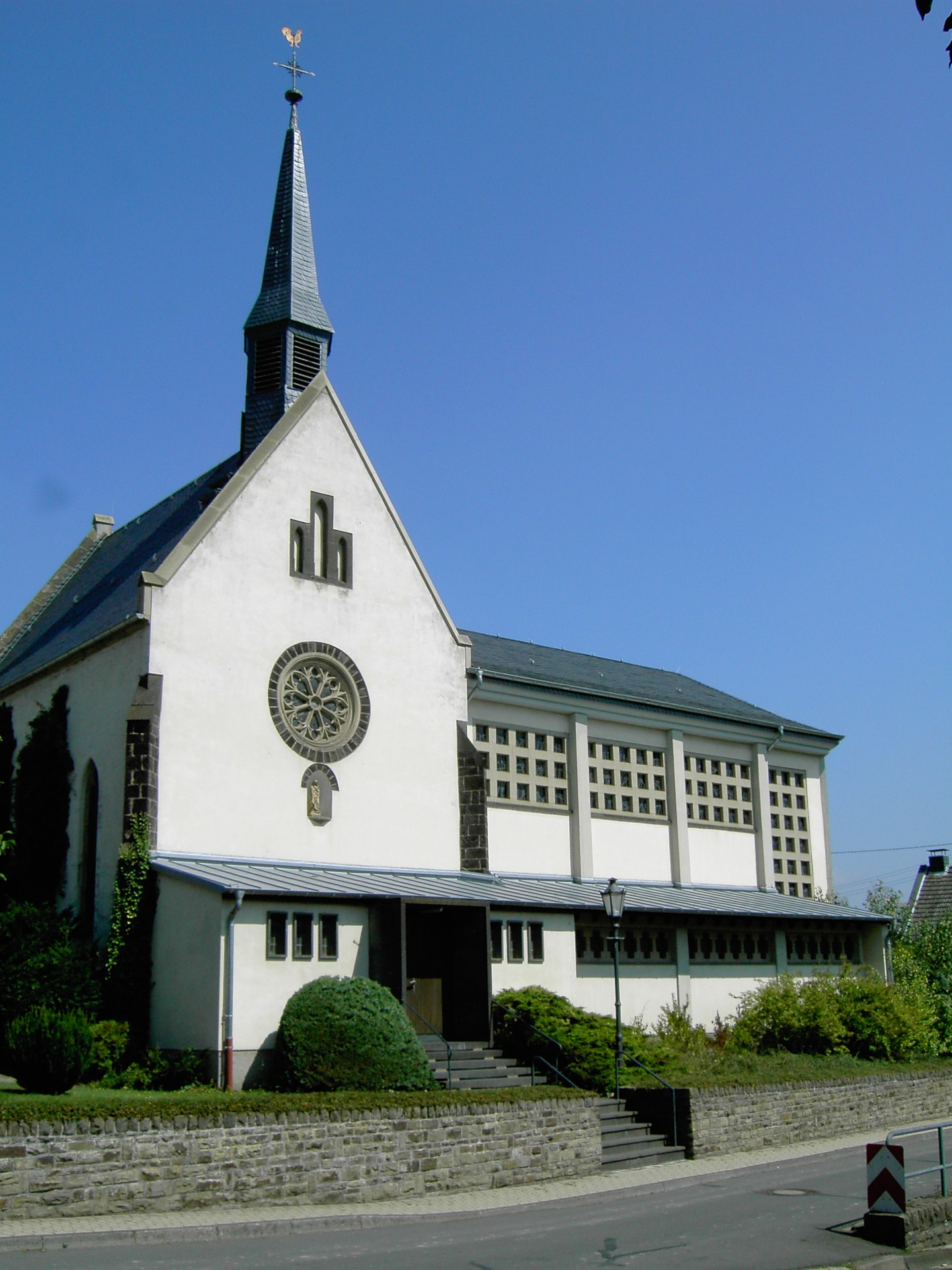
Kirche in Kretz

Kretz in der Pellenz ist eine Ortsgemeinde im Landkreis Mayen-Koblenz in Rheinland-Pfalz. Sie gehört der Verbandsgemeinde Pellenz an. Gelegen im breiten Talgrund des Krufter Baches trennt die A 61 den Ort von der Nachbargemeinde Kruft. Mehrere namhafte Unternehmen der Baustoffindustrie sind hier ansässig.

## Geschichte
Im Güterverzeichnis von St. Maximin in Trier wird der Ort 1273 als Gretia erstmals erwähnt, auf der Karte Kurtriers von Joan Blaeu als Cratzich genannt.

## Politik

### Gemeinderat
Der Gemeinderat in Kretz besteht aus zwölf Ratsmitgliedern, die bei der Kommunalwahl am 9. Juni 2024 in einer personalisierten Verhältniswahl gewählt wurden, und dem ehrenamtlichen Ortsbürgermeister als Vorsitzendem.
Die Sitzverteilung im Gemeinderat:
| Wahl | CDU               | WGS *             | Gesamt   |
| ---- | ----------------- | ----------------- | -------- |
| 2024 | 5                 | 7                 | 12 Sitze |
| 2019 | per Mehrheitswahl | per Mehrheitswahl | 12 Sitze |
| 2014 | per Mehrheitswahl | per Mehrheitswahl | 12 Sitze |

### Bürgermeister
Artem Schander (Wählergruppe Schander) wurde am 9. Juli 2024 Ortsbürgermeister von Kretz. Bei der Direktwahl am 9. Juni 2024 war er als einziger Bewerber mit einem Stimmenanteil von 75,6 % für fünf Jahre gewählt Worden.
Schanders Vorgänger Friedhelm Uenzen (CDU) hatte das Amt 28 Jahre inne und sich 2024 nicht mehr erneut zur Wahl gestellt.

### Wappen
| Wappen von Kretz | Blasonierung: „Geteilt von Gold und Silber, oben zwei rotbewehrte, schwarze, gekreuzte Bärentatzen, unten ein rotes Balkenkreuz.“                                                                      |
| Wappen von Kretz | Wappenbegründung: Das rote Kreuz, Wappensymbol von Kurtrier, erinnert an die ehemalige Zugehörigkeit des Ortes zum Kurstaat. Die Bärentatzen stammen aus dem Siegelbild der Ritterfamilie „von Kretz“. |

## Sehenswürdigkeiten
|  | - Römerbergwerk Meurin: Das im Jahr 2000 für den Tourismus aufbereitete Tuffbergwerk Meurin stammt aus der Römerzeit. - Der Rundwanderweg entlang des Baches oder der Wanderwege des Vulkanparks führt an zahlreichen Sehenswürdigkeiten vorbei, z. B. der Kretzer Mühle mit Wasserrad. |

## Kultur
Zahlreiche Vereine pflegen das Zusammenleben in der Dorfgemeinschaft. Neben der Karnevalsgemeinschaft gestalten vor allem die „Katholische Frauengemeinschaft“, der „Kretzer Männerchor“, der Angelverein und der Ortsverein des Deutschen Roten Kreuzes mit Jugend- und Kindergruppe das örtliche Vereinsleben.